# ایرینی آیندیلی
ایرینی آیندیلی (یونانی: Ειρήνη Αϊνδιλή؛ زادهٔ ۱۱ مارس ۱۹۸۳)  ژیمناست ریتمیک اهل یونان است.